# ناتالی بای
ناتالی بای (انگلیسی: Nathalie Baye؛ زادهٔ ۶ ژوئیهٔ ۱۹۴۸) هنرپیشه فرانسوی است. وی از سال ۱۹۷۰ میلادی تاکنون مشغول فعالیت بوده‌است.

## بخشی از فیلمشناسی
- روز به جای شب (۱۹۷۳)
- اتاق سبز(1978)
- داستان ما (۱۹۸۴)
- کارآگاه (۱۹۸۴)
- پاپاراتزی (۱۹۹۸)
- مؤسسه زیبایی ونوس (۱۹۹۹)
- اگه می‌تونی منو بگیر (۲۰۰۲)
- گل رنج (۲۰۰۲)
- صورت (۲۰۰۹)
- دروغ زیبا (۲۰۱۰)
- به‌هرحال لارنس (۲۰۱۲)
- اینجا ته دنیاست (۲۰۱۶)
- دانتون ابی: دورانی جدید (۲۰۱۹)